# Celso (usurpador)
[Tito Cornélio] Celso (em latim: Titus Cornelius Celsus; 265) foi um romano do século III, que rebelou-se contra o imperador Galiano (r. 253–268), um dos Trinta Tiranos da História Augusta. Sua historicidade é duvidada por alguns estudiosos, que consideram-o uma invenção da História Augusta.

## Vida
Celso foi citado apenas como Celso na História Augusta, única fonte de informação sobre ele; os demais nomes provém de medalhas publicadas por Goltzius, mas hoje são reconhecidos como espúrias. Sua existência também é hoje questionada pela historiografia. Segundo a História Augusta, Celso era um tribuno militar e vivia na África como cidadão privado. Em 265, o procônsul Víbio Passieno [a] e o general da fronteira líbia Fábio Pomponiano aclamaram-o imperador e deram-lhe o manto apanhado da estátua de uma deusa. No 7º dia de seu reinado, foi morto por Galiana, prima do imperador Galiano (r. 253–268), e seu corpo foi jogado para ser devorado por cães. Os habitantes de Sica, que mantiveram-se fiéis a Galiano, em seguida crucificam sua efígie num triunfo. Como Trebeliano e Saturnino, outros dois usurpadores citados na História Augusta como os Trinta Tiranos, Trebeliano provavelmente é uma personagem ficcional.